# Campionati europei di atletica leggera indoor 2019 - Staffetta 4×400 metri maschile
La staffetta 4×400 metri maschile ai campionati europei di atletica leggera indoor di Glasgow 2019 si è svolta il 3 marzo 2019, con partenza alle 20:25 (ora locale), presso la Commonwealth Arena and Sir Chris Hoy Velodrome.
La gara è stata vinta dalla nazionale belga composta da Julien Watrin, Dylan Borlée, Jonathan Borlée e Kévin Borlée.

## Podio
| Pos.    | Atleta                                                         | Nazionalità |
| ------- | -------------------------------------------------------------- | ----------- |
| Oro     | Julien Watrin Dylan Borlée Jonathan Borlée Kévin Borlée        | Belgio      |
| Argento | Óscar Husillos Manuel Guijarro Lucas Búa Bernat Erta           | Spagna      |
| Bronzo  | Mame-Ibra Anne Thomas Jordier Nicolas Courbiere Fabrisio Saïdy | Francia     |

## Programma
| Data         | Ora   | Turno  |
| ------------ | ----- | ------ |
| 3 marzo 2019 | 20:25 | Finale |

## Record
| Record                   | Record  | Record  | Record                         | Record          |
| ------------------------ | ------- | ------- | ------------------------------ | --------------- |
| Record del Mondo         | Polonia | 3:01.77 | Birmingham, Regno Unito        | 4 marzo 2018    |
| Record europeo           | Polonia | 3:01.77 | Birmingham, Regno Unito        | 4 marzo 2018    |
| Record dei campionati    | Belgio  | 3:02.87 | Praga, Repubblica Ceca         | 8 marzo 2015    |
| Miglior tempo stagionale | Houston | 3:01.51 | Clemson, Stati Uniti d'America | 9 febbraio 2019 |

## Risultati

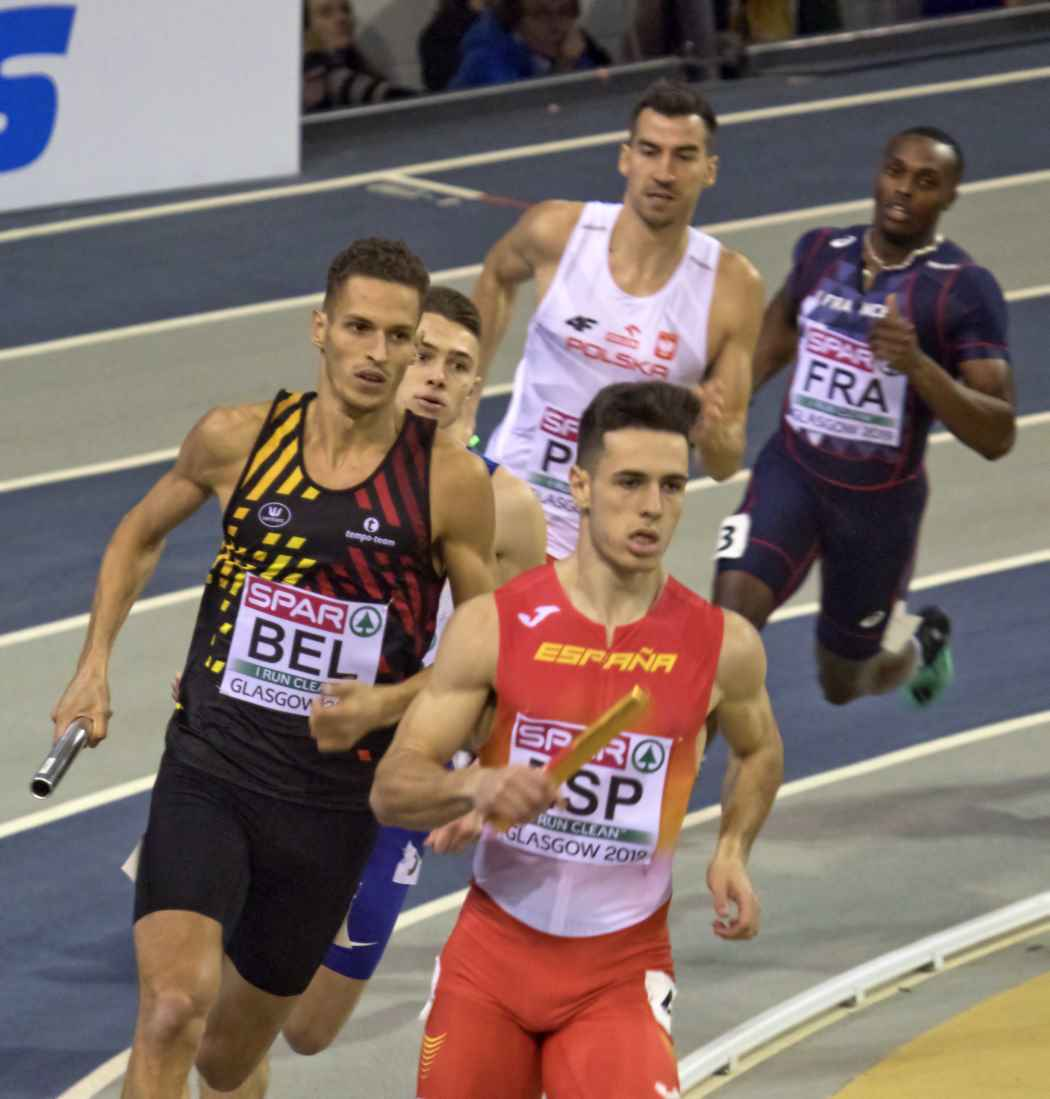
Seconda frazione.

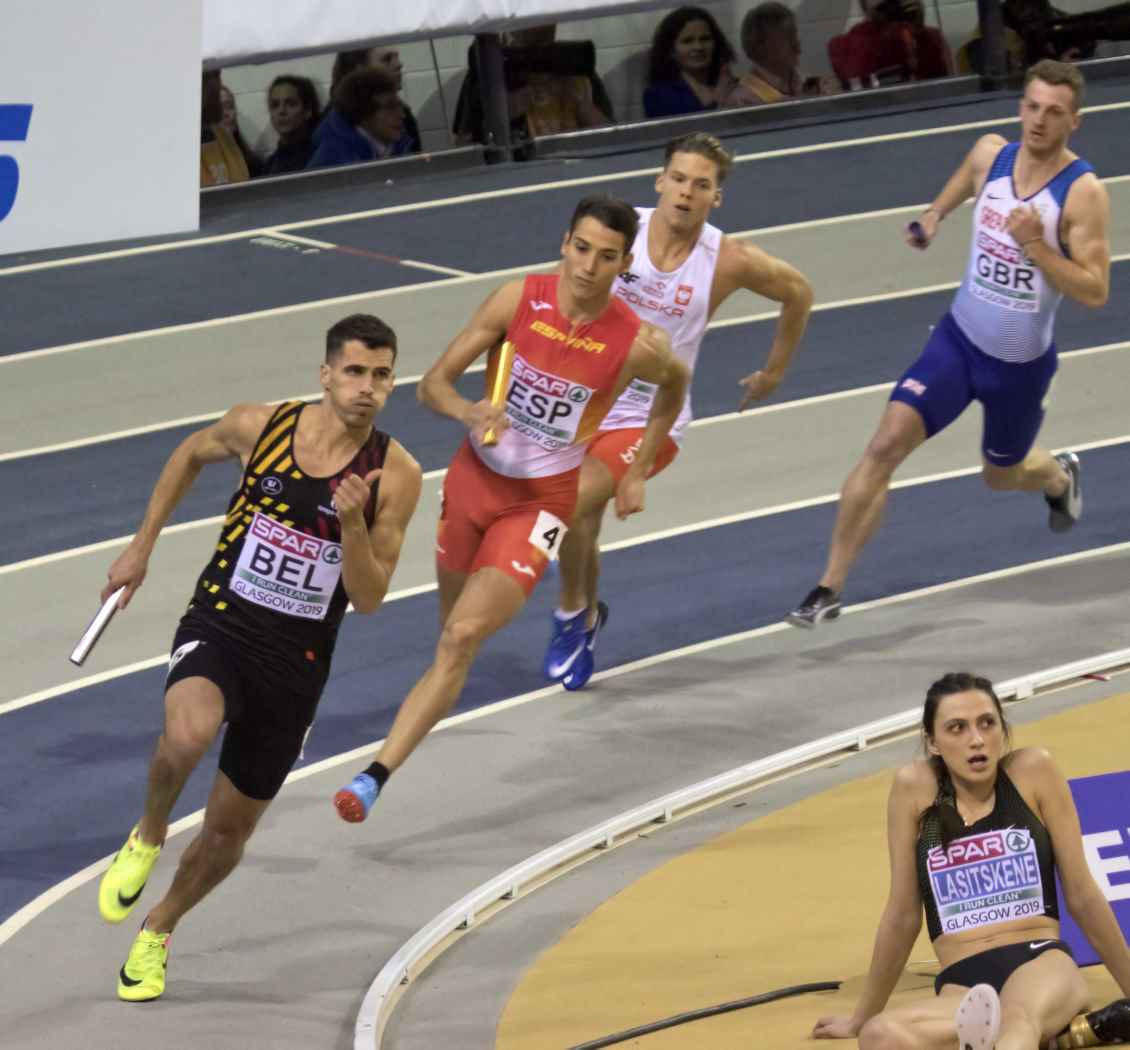
Terza frazione.

| Pos     | Nazione       | Atleti                                                         | Tempo   | Note             |
| ------- | ------------- | -------------------------------------------------------------- | ------- | ---------------- |
| Oro     | Belgio        | Julien Watrin Dylan Borlée Jonathan Borlée Kévin Borlée        | 3'06"27 |                  |
| Argento | Spagna        | Óscar Husillos Manuel Guijarro Lucas Búa Bernat Erta           | 3'06"32 | Record nazionale |
| Bronzo  | Francia       | Mame-Ibra Anne Thomas Jordier Nicolas Courbiere Fabrisio Saïdy | 3'07"71 |                  |
| 4       | Polonia       | Dariusz Kowaluk Rafał Omelko Tymoteusz Zimny Damian Czykier    | 3'08"40 |                  |
| 5       | Gran Bretagna | Cameron Chalmers Joe Brier Thomas Somers Alex Haydock-Wilson   | 3'08"48 |                  |
| 6       | Italia        | Giuseppe Leonardi Michele Tricca Brayan Lopez Vladimir Aceti   | 3'09"48 |                  |